# William Kirkpatrick (Politiker, 1769)

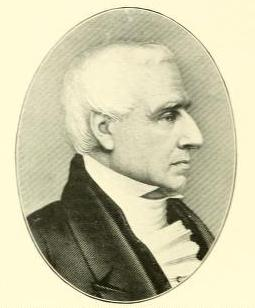
William Kirkpatrick

William Kirkpatrick (* 7. November 1769 in Amwell, Province of New Jersey; † 2. September 1832 in Salina, New York) war ein US-amerikanischer Arzt und Politiker. Zwischen 1807 und 1809 vertrat er den Bundesstaat New York im US-Repräsentantenhaus.

## Werdegang
William Kirkpatrick wurde während der britischen Kolonialzeit in Amwell bei Zion im Hunterdon County geboren. Er graduierte 1788 am Princeton College. Kirkpatrick studierte Medizin an der University of Pennsylvania und begann dann 1795 in Whitestown im Oneida County zu praktizieren. 1806 zog er nach Salina (heute Teil von Syracuse) im Onondaga County, wo er weiter als Arzt arbeitete. Er wurde Superintendent von Onondaga Salt Springs.
Als Gegner einer zu starken Zentralregierung schloss er sich in jener Zeit der von Thomas Jefferson gegründeten Demokratisch-Republikanischen Partei an. Bei den Kongresswahlen des Jahres 1806 für den 10. Kongress wurde er im 15. Wahlbezirk von New York in das US-Repräsentantenhaus in Washington, D.C. gewählt, wo er am 4. März 1807 die Nachfolge von Nathan Williams antrat. Er schied nach dem 3. März 1809 aus dem Kongress aus.
Zwischen 1810 und 1831 war er wieder als Superintendent in Onondaga Salt Springs tätig. Er starb am 2. September 1832 in Salina und wurde auf dem Oakwood Cemetery in Syracuse beigesetzt.